# Rolit

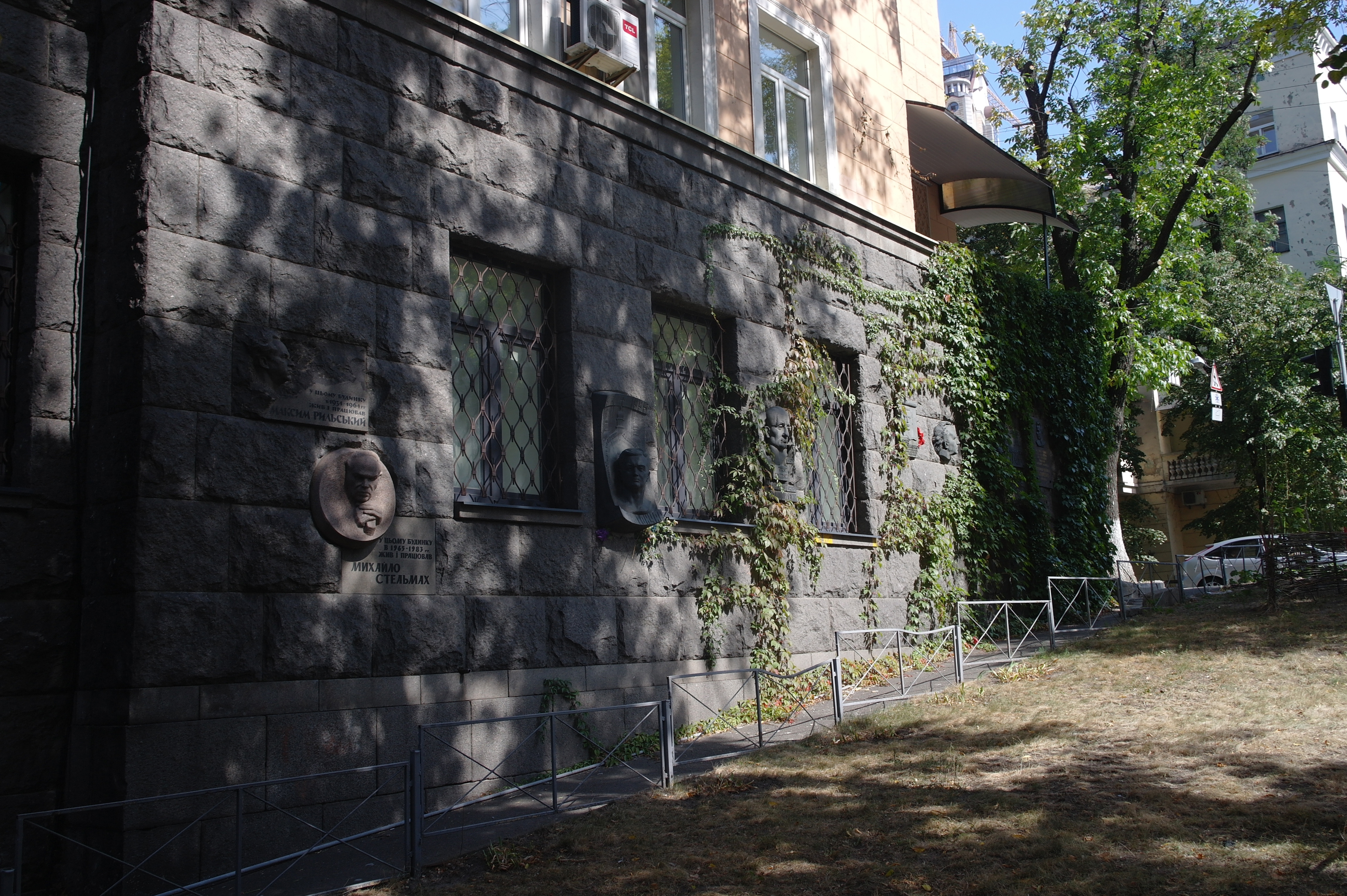
Gebäudefassade mit zahlreichen Gedenktafeln

Das Rolit-Haus (ukrainisch будинок Роліт) ist ein Gebäude in der ukrainischen Hauptstadt Kiew und bekannt aufgrund seiner berühmten ehemaligen Bewohner.
Der Name des Hauses wurde aus den Anfangsbuchstaben von кооператив „Робітник літератури“ zu deutsch: Genossenschaft Arbeiterliteratur gebildet.
Das unter Denkmalschutz stehende Gebäude wurde in den 1930er Jahren im Auftrag der Vereinigung sowjetischer Schriftsteller von den Architekten Wassyl Krytschewskyj (Василь Григорович  Кричевський) und Petro Kostyrko (Петро Федорович Костирко) im Stil des Konstruktivismus mit klassischen Elementen errichtet.
An der Fassade des auf der Leninstraße, der heutigen Bohdan-Chmelnyzkyj-Straße Nr. 68, erbauten Hauses sind 23 Gedenktafeln von hier ehemals lebenden Schriftstellern angebracht. Die erste Gedenktafel wurde 1958 und die vorerst letzte 2011 angebracht.

## Ehemalige Bewohner
Unter den hier lebenden Autoren befanden sich unter anderem:
- Borys Antonenko-Dawydowytsch
- Mykola Baschan
- Andrij Holowko
- Oles Hontschar
- Jurij Janowskyj
- Oleksandr Kopylenko (Олександр Іванович Копиленко)
- Oleksandr Kornijtschuk
- Iwan Kotscherha (Іван Антонович Кочерга)
- Andrij Malyschko
- Teren Massenko
- Iwan Mykytenko (Іван Кіндратович Микитенко)
- Petro Pantsch
- Leonid Perwomajskyj
- Maksym Rylskyj
- Wolodymyr Sosjura
- Mychajlo Stelmach
- Pawlo Tytschyna
- Leonid Wyscheslawskyj[7]